# 실비오 페르난데스 (펜싱 선수, 1979년)
실비오 페르난데스 브리세뇨(Silvio Fernández Briceño, 1979년 1월 9일, 수도 지구 카라카스 ~)는 베네수엘라의 에페 펜싱 선수로, 3차례의 올림픽에 출전하였고 (2004, 2008, 2012) 4차례의 FIE 세계선수권 대회에 참가하였다. (2003, 2005, 2006, 2007) 페르난데스는 FIE 남자 에페 개인 부문 3위에 오르기도 하였다.
그는 2008년 스톡홀름에서 열린 샬랭즈 베르나도트에서 준우승을 거두었다.